# Раян Мюррей
Раян Мюррей (англ. Ryan Murray; нар. 27 вересня 1993, Вайт Сіті, Саскачеван) — канадський хокеїст, захисник. В минулому гравець збірної команди Канади.

## Ігрова кар'єра
Хокейну кар'єру розпочав 2008 року в ЗХЛ у складі клубу «Еверет Сілвертіпс» та за який виступав п'ять сезонів.
2012 року був обраний на драфті НХЛ під 2-м загальним номером командою «Колумбус Блю-Джекетс».
4 листопада 2013 дебютував у складі «Колумбус Блю-Джекетс» (НХЛ) у матчі проти «Калгарі Флеймс». 25 жовтня вже і відзначився першим голом розписавшись у воротах Джонатана Берньє «Торонто Мейпл Ліфс».
Значну частину сезону 2015/16 Мюррей пропустив через травму.
11 лютого 2016 року «Блю-Джекетс» уклав з ним дворічний контракт на суму $5.65 мільйонів доларів. Через травми Раян пропустив половини сезону 2017/18. Зважаючи на це клуб уклав з ним однорічний контракт 14 липня 2018 року. 1 липня 2019 року сторони продовжили угоду ще на два роки.
Після семи сезонів у «Блю-Джекетс» 8 жовтня 2020 року Раяна обміняли до клубу «Нью-Джерсі Девілс».
У серпні 2021 року на правах вільного агента перейшов до «Колорадо Аваланч». Сезон 2021–22 Мюррей розпочав у третій ланці, дебютувавши 13 жовтня 2021 року в переможній грі 4–2 проти «Чикаго Блекгокс». 28 жовтня набрав два очки зробивши результативні передачі в переможній грі 4–3 проти «Сент-Луїс Блюз». У складі «лавин» Раян провів 17 матчів поки не отримав травму 27 листопада в грі проти «Нашвілл Предаторс». Незважаючи на те, що Мюррей більшу частину сезону включно з плей-оф канадець отримав виняток від НХЛ, який дозволив вигравірувати його ім’я на Кубку Стенлі.
2 вересня 2022 року «Едмонтон Ойлерз» підписав з ним однорічний контракт. Травми так і не дали гравцю провести повний сезон у складі «нафтовиків», Раян відіграв лише 13 матчів та пропустив плей-оф.

## На рівні збірних
У складі юніорської збірної Канади став переможцем турніру Івани Глінки в 2010 році.
У складі молодіжної збірної Канади став бронзовим призером у 2012 році.
З 2012 залучається до лав національної збірної Канади, чемпіон світу 2016 року, востаннє виступав за збірну на чемпіонаті світу 2018 року.
На Кубку світу 2016 виступав у складі збірної Північної Америки.

## Нагороди та досягнення
- Володар Кубка Стенлі в складі «Колорадо Аваланч» — 2022.

## Статистика

### Клубні виступи
| 2008–09      | «Еверет Сілвертіпс»    | ЗХЛ          | —   | —  | —   | —   | —   | 5  | 0 | 1 | 1 | 2 |
| 2009–10      | «Еверет Сілвертіпс»    | ЗХЛ          | 52  | 5  | 22  | 27  | 31  | 7  | 2 | 5 | 7 | 2 |
| 2010–11      | «Еверет Сілвертіпс»    | ЗХЛ          | 70  | 6  | 40  | 46  | 45  | 4  | 1 | 2 | 3 | 4 |
| 2011–12      | «Еверет Сілвертіпс»    | ЗХЛ          | 46  | 9  | 22  | 31  | 31  | 4  | 3 | 2 | 5 | 0 |
| 2012–13      | «Еверет Сілвертіпс»    | ЗХЛ          | 23  | 2  | 15  | 17  | 14  | —  | — | — | — | — |
| 2013–14      | «Колумбус Блю-Джекетс» | НХЛ          | 66  | 4  | 17  | 21  | 10  | 5  | 0 | 1 | 1 | 0 |
| 2014–15      | «Колумбус Блю-Джекетс» | НХЛ          | 12  | 1  | 2   | 3   | 8   | —  | — | — | — | — |
| 2015–16      | «Колумбус Блю-Джекетс» | НХЛ          | 82  | 4  | 21  | 25  | 40  | —  | — | — | — | — |
| 2016–17      | «Колумбус Блю-Джекетс» | НХЛ          | 60  | 2  | 9   | 11  | 24  | —  | — | — | — | — |
| 2017–18      | «Колумбус Блю-Джекетс» | НХЛ          | 44  | 1  | 11  | 12  | 8   | 6  | 0 | 1 | 1 | 2 |
| 2017–18      | «Клівленд Монстерс»    | АХЛ          | 1   | 1  | 0   | 1   | 0   | —  | — | — | — | — |
| 2018–19      | «Колумбус Блю-Джекетс» | НХЛ          | 56  | 1  | 28  | 29  | 10  | —  | — | — | — | — |
| 2019–20      | «Колумбус Блю-Джекетс» | НХЛ          | 27  | 2  | 7   | 9   | 4   | 9  | 1 | 0 | 1 | 2 |
| 2020–21      | «Нью-Джерсі Девілс»    | НХЛ          | 48  | 0  | 14  | 14  | 8   | —  | — | — | — | — |
| 2021–22      | «Колорадо Аваланч»     | НХЛ          | 37  | 0  | 4   | 4   | 2   | —  | — | — | — | — |
| 2022–23      | «Едмонтон Ойлерз»      | НХЛ          | 13  | 0  | 3   | 3   | 4   | —  | — | — | — | — |
| 2022–23      | «Бейкерсфілд Кондорс»  | АХЛ          | 2   | 0  | 0   | 0   | 0   | —  | — | — | — | — |
| Усього в НХЛ | Усього в НХЛ           | Усього в НХЛ | 445 | 15 | 116 | 131 | 118 | 20 | 1 | 2 | 3 | 4 |

### Збірна
| Рік                | Команда            | Турнір             | Місце              |    | І | Г  | П  | О  | ШХ |
| ------------------ | ------------------ | ------------------ | ------------------ | -- | - | -- | -- | -- | -- |
| 2010               | Канада Захід       | U17                | 8-е                | 5  | 0 | 1  | 1  | —  |    |
| 2010               | Канада             | ЮЧС18              | 7-е                | 6  | 0 | 0  | 0  | 2  |    |
| 2010               | Канада             | МІГ18              | 1                  | 5  | 0 | 2  | 2  | 2  |    |
| 2011               | Канада             | ЮЧС18              | 4-е                | 7  | 3 | 7  | 10 | 6  |    |
| 2012               | Канада             | МЧС                | 3                  | 6  | 0 | 3  | 3  | 0  |    |
| 2012               | Канада             | ЧС                 | 5-е                | 6  | 0 | 0  | 0  | 0  |    |
| 2016               | Канада             | ЧС                 | 1                  | 10 | 0 | 5  | 5  | 0  |    |
| 2016               | Північна Америка   | КС                 | 5-е                | 3  | 0 | 0  | 0  | 0  |    |
| 2018               | Канада             | ЧС                 | 4-е                | 10 | 0 | 1  | 1  | 4  |    |
| Молодіжна збірна   | Молодіжна збірна   | Молодіжна збірна   | Молодіжна збірна   | 29 | 3 | 13 | 16 | 10 |    |
| Національна збірна | Національна збірна | Національна збірна | Національна збірна | 19 | 0 | 5  | 5  | 0  |    |